# 2016 في بيرو
فيما يلي قوائم الأحداث التي وقعت خلال عام 2016 في بيرو.

## سياسة

### تعيين في المنصب
- 28 يوليو – بيدرو بابلو كوشينسكي رئيس بيرو.
- 28 يوليو – مارتن فيزكارا Minister of Transportation and Communications  [لغات أخرى]‏، نائب رئيس بيرو [الإنجليزية]‏.

### انتهاء فترة المنصب
- 28 يوليو – أويانتا هومالا رئيس بيرو.

## رياضة
- 1 يناير – الدوري البيروفي لكرة القدم 2016 الفائز نادي سبورتينغ كريستال.
- 1 يناير – بيرو في الألعاب الأولمبية الصيفية 2016
- 1 يناير – دوري الدرجة الثانية البيروفي 2016 الفائز Academia Deportiva Cantolao [الإنجليزية]‏.

## وفيات

### يوليو
- 13 يوليو – ميغيل غوتيريز (مواليد 1940) كاتب بيروفي.